# Mrtvi Marat
Mrtvi Marat je slavno ulje na platnu klasicističkog slikara J.-L. Davida iz 1793. godine. Slika se temelji na stvarnom događaju od 13. srpnja 1793. god. kada je Charlotte Corday, pripadnica konzervativne girondinske stranke, u kupki nožem zbola jednog od vođa revolucionarne jakobinske ekstremne stranke, Jean-Paula Marata.

## Povijest
Sliku je naručila francuska vlada jakobinske diktature, a David je iskoristio neoklasicistički stil u službu suvremenih političkih događaja. Naime, i David je, poput ubijenog Marata, pripadao jakobinskoj stranci te je sudjelovao u radu Narodnog vijeća koje je izglasalo da se giljotira kralj Luj XVI. Kasnije je, za Robespierrove diktature, dva puta bio zatvaran, no Napoleon mu je povratio sve povlastice, dodijelio mu titulu barona i imenovao ga dvorskim slikarom. Nakon Napoleonovog izgnanstva, David je napustio Francusku i preminuo u Bruxellesu 1825. god. gdje je završila i slika “Mrtvi Marat”.

## Odlike
Slika je vertikalna, ali su oblici smješteni u kvadratični dio donjeg dijela slike, dok je gornji “skoro” prazan, ispunjen samo blagim tonskim prijelazom koji nagovještava izvor svjetla na desnoj strani. Za razliku od većine neoklasicističkih djela, slika ne prikazuje klasičnu temu, već nedavni događaj. U prikazu Marata kao žrtve, David se oslanjao na ikonološki prikaz Kristove muke, dok se Caravaggiov utjecaj osjeća u tamnoj pozadini iz koje lik izranja na svjetlo. Tako je David na svojoj slici oblikovanjem forme želio prikazati intelektualno i politički, doslovno, “prosvijetljenu” osobu.
Na slici je Marat idealiziran u duhu neoklasicizma, dok je u stvarnosti njegovo tijelo bilo izranjeno kožnom bolešću, zbog koje se morao svaki dan namakati u toploj kupki. Istovremeno, David je realistično istaknuo ubodnu ranu i krvlju obojenu vodu koja je natopila prekrivač. Marat je iznad kade smjestio podlogu za pisanje, a u ruci drži ubojičino pismo na kojemu piše: “Il sufit que je sois bien malheureuse pour avoir droit à votre bienveillance”, u značenju: “Ja samo moram biti nesretan kako bi zaslužio vašu naklonost”.
Marat je bio žrtva lukave žene i David je naslikao pismo vidljivim kako bi njena prijevara postala političkom propagandom. Nožu koji je ubojica ispustila na pod pored kade je ironično suprotstavljeno pero koje je još uvijek u beživotnoj Maratovoj ruci. Instrumentu nasilja i smrti je suprotstavljen simbol civilizacije, koji je u ovom slučaju simbol revolucionarne političke riječi. 
U Maratovom osmijehu osjeća se podsmjeh umiruće osobe i tragična ironija događaja. Možda je Davida na takav prikaz lica potaknula činjenica da je Marata ubila pripadnica konzervativnije stranke, obično nesklone nasilju i terorizmu.
Na stoliću na kojem se nalazi njegov pribor za pisanje, David je napisao potpisom poslao istovremeno i osobnu i političku poruku: “À Marat, David” (Maratu od Davida), te ispod toga datirao u “L'an Deaux” (Druga godina), tj. u drugu godinu kalendara francuske revolucije.